# Bob hund
Bob hund è un gruppo musicale svedese formatosi nel 1991. È costituito dai musicisti Thomas Öberg, Johnny Essing, Conny Nimmersjö, Mats Hellquist, Jonas Jonasson, Mats Andersson e Christian Gabel.

## Storia del gruppo
Omslag: Martin Kann è stato il primo album in studio del gruppo a raggiungere la top ten della Sverigetopplistan. Jag rear ut min själ! Allt skall bort!!! (1998) e Stenåldern kan börja (2001) si sono posizionati rispettivamente al 17º posto e al vertice della classifica svedese.
Folkmusik för folk som inte kan bete sig som folk (2009) si è fermato al 7º posto, mentre Det överexponerade gömstället è divenuto il loro secondo progetto a classificarsi sul podio svedese.
Låter som miljarder, uscito nel 2012, è giunto nella top ten nazionale. Lo stesso esito è stato ottenuto con Dödliga klassiker (2016) e 0-100 (2019). Hanno ricevuto un premio Grammis.

## Formazione
- Thomas Öberg – voce
- Johnny Essing – chitarra
- Conny Nimmersjö – voce, chitarra
- Mats Hellquist – basso
- Jonas Jonasson – voce, sintetizzatore
- Mats Andersson – batteria
- Christian Gabel – batteria

## Discografia

### Album in studio
- 1994 – Bob hund
- 1996 – Omslag: Martin Kann
- 1998 – Jag rear ut min själ! Allt skall bort!!!
- 2001 – Stenåldern kan börja
- 2002 – Ingenting
- 2002 – 10 år bakåt och 100 år framåt
- 2009 – Folkmusik för folk som inte kan bete sig som folk
- 2011 – Det överexponerade gömstället
- 2012 – Låter som miljarder
- 2015 – #bobhundopera
- 2016 – Dödliga klassiker
- 2019 – 0-100
- 2022 – Det allra näst bästa

### Album dal vivo
- 1999 – Bob hund sover aldrig

### EP
- 1993 – Bob hund
- 1996 – Istället för musik: Förvirring
- 1996 – Düsseldorf
- 1997 – Ett fall & en lösning
- 1999 – Helgen v.48
- 2010 – Stumfilm
- 2021 – Bobhundteaterkonsert
- 2023 – Drömmen är en råvara
- 2023 – Verkligheten är en raffinerad produkt

### Singoli
- 1998 – Nu är det väl revolution på gång?
- 2001 – Skall du hänga med? Nä!!
- 2001 – Dansa efter min pipa
- 2002 – Den lilla planeten
- 2003 – Det där nya som skulle vara så bra
- 2009 – Tinnitus i hjärtat
- 2009 – Bli aldrig som oss, bli värre!
- 2011 – Popsång (Mot min vilja)
- 2011 – Det överexponerade gömstället
- 2011 – Stanna klocka stanna
- 2011 – Harduingetmankandansatill?
- 2012 – Låter som miljarder
- 2012 – Det regnar och brinner
- 2013 – Billiga lösningar till varje pris
- 2013 – Åh döds
- 2015 – Hjärtskärande rätt
- 2015 – Blommor på brinnande fartyg
- 2016 – Brooklyn salsa
- 2016 – Din piñata
- 2016 – Reserverat för spöken
- 2017 – Hjerteskjærende rett
- 2019 – Vi är såå lyckliga som bara olyckliga människor kan bli (feat. Slowgold, Sara Parkman & Samantha Ohlanders)
- 2019 – !Mp0pulärmus!k (feat. Göteborgs Indiekör)
- 2020 – Reserverat för spöken 2020
- 2022 – Skräck eller lycka?
- 2022 – Din hund
- 2022 – Nu har du gått för långt!
- 2023 – Stark som en hare
- 2023 – Får jag spy? (con Philemon Arthur & the Dung)
- 2023 – Rådjursögon&Tårgas